# Franz-Rudolf von Weiss

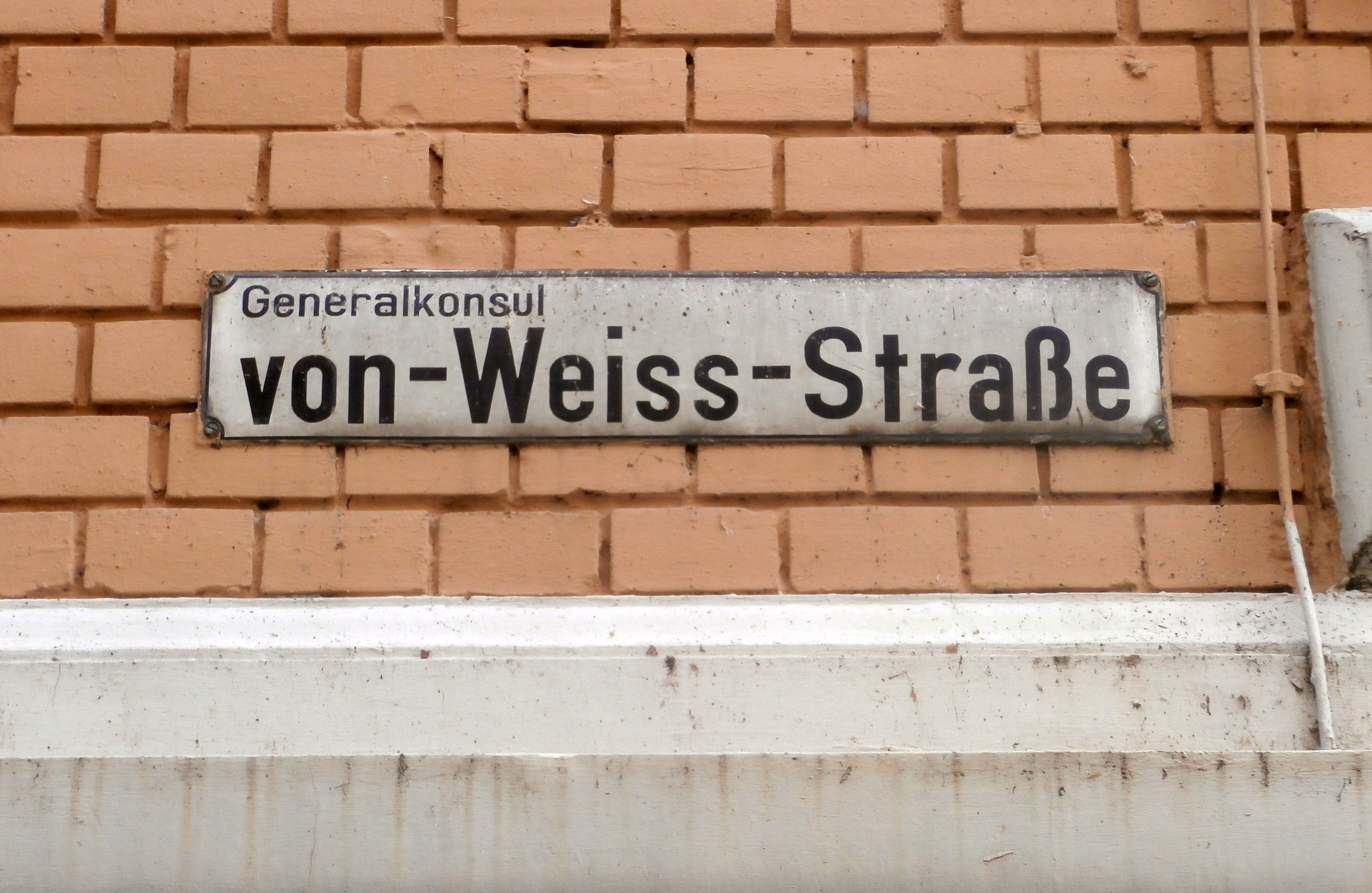
(Generalkonsul-)Von-Weiß-Straße, Königswinter: Straßenschild am Eckgebäude Rheinallee 18

Franz-Rudolf von Weiss, amtlich François-Rodolphe de Weiss, (* 18. Juli 1885 in Lausanne; † 22. Dezember 1960 in La Tour-de-Peilz) war ein Schweizer Diplomat.

## Leben
Von Weiss arbeitete ab 1920 im Schweizer Konsulat in Köln als Kanzleisekretär und stieg bis 1949 zum Titular-Generalkonsul auf. Insbesondere während des nationalsozialistischen Regimes beobachtete Weiss präzise und detailreich die politischen Veränderungen in Deutschland, die er in Berichten an die Schweizer Botschaft in Berlin und über den Schweizer Konsul in Stuttgart per Diplomatenpost an das Schweizer Aussenministerium in Bern zwei bis drei Mal wöchentlich beschrieb. Aber der Schweizer Gesandte in Berlin, Hans Frölicher, betrieb eine Politik der Vorleistungen und tat Weiss’ Berichte als übertrieben oder dramatisierend ab. In Bern beobachtete man die Aufrüstung des deutschen Nachbarn mit grosser Sorge.
Weiss stützte sich auf vielfältige Kontakte zu einer Anzahl von Bekannten und Freunden aus verschiedenen Kreisen der Kölner Bevölkerung, unter denen Kardinal Joseph Frings, aber auch Anhänger der Nationalsozialisten, wie der Bankier Baron Kurt von Schröder oder der Godesberger Hotelier Dreesen, waren. Seine engagierten Berichte schildern die Grossstadt beim Besuch Hitlers, die wechselnde Stimmung in der Bevölkerung, die Versorgungslage während des Krieges und die militärische Lage infolge der Bombenangriffe und der Einnahme der Stadt durch die Amerikaner und Briten. Vom Kölner Konsulat aus fotografierte Weiss, wie die Stadt allmählich zum Trümmerfeld wurde. Er berichtete über die Pogromnacht vom November 1938 in Köln, deretwegen die beteiligten SA-Männer am nächsten Tag auf ihren Behörden verspätet zur Arbeit erschienen, und über die zunehmenden Schikanen an Juden. Bereits im Dezember 1940 berichtete er über die Ermordung von Kranken und Behinderten im «Euthanasie»-Programm (Aktion T4) und machte sich Gedanken, warum Alte und Kinder in Arbeitslager verschleppt wurden. Im Juni 1942 verfügte er sogar über Informationen, nach denen die Deportationen in die Konzentrationslager im Osten mit der Vernichtung endeten. Sogar Fotos von Menschen, die in den Deportationszügen erstickt waren, lieferte Weiss. Auch kannte er die Rolle Adolf Eichmanns bei der «Endlösung».
Seine Freundschaft zu dem von den Nationalsozialisten abgesetzten Kölner Oberbürgermeister Konrad Adenauer war von besonderer Bedeutung. Nachdem das Konsulat in der Kölner Overstolzenstrasse nach einem Bombenangriff vollständig ausgebrannt war – Konsul Weiss meldete nach Bern, kein Konsulatsbeschäftigter sei geschädigt worden, Kasse, Siegel, Akten und Buchhaltung konnten gerettet werden –, suchte der Konsul nach einem neuen Domizil, das er vorübergehend im Rheinhotel Dreesen in Bad Godesberg fand, bis er wegen eines Bombenangriffs auf die rechte Rheinseite in die Villa Merkens nach Rhöndorf umzog, wo auch Adenauer lebte. Konsul Weiss exponierte sich in einer für einen Diplomaten ungewöhnlichen Weise durch seinen regelmässigen Umgang mit dem von den Nationalsozialisten misstrauisch beobachteten, zeitweilig verhafteten Adenauer. Als sich Amerikaner und Wehrmachtssoldaten in den letzten Kriegstagen über den Rhein hinweg bei Königswinter, Bad Honnef und Rhöndorf beschossen, unternahm Weiss, mit Schweizer Flagge und Schweizer Stahlhelm ausgerüstet, Vermittlungsversuche zwischen Generalleutnant Richard Schimpf und den amerikanischen Befehlshabern, die mit der Übergabe Bad Godesbergs endeten, wofür er auch von den Amerikanern Anerkennung fand und heute auf einer Gedenktafel am Godesberger Rathaus geehrt wird. In Godesberg kam Weiss mit seinem Konsulat ab März 1945 in dem Wohnhaus des Unternehmers Hans Ringsdorff (Rolandstraße 67) unter.
Weiss vermittelte den Kontakt Adenauers zu Charles de Gaulle über dessen General Billotte in Bad Ems, mit dem Adenauer zeitweilig einen rheinischen Separatstaat erörterte. Ab 1946 gelangte die Schweizer Spende nach Deutschland, wovon Köln – dank Weiss – einen bedeutenden Anteil durch die Tätigkeit der Kinderhilfe des Schweizerischen Roten Kreuzes erhielt. Als Adenauer schliesslich der erste deutsche Bundeskanzler wurde, hoffte Weiss dank seinen guten Beziehungen zum ersten Schweizer Botschafter in der Bundesrepublik Deutschland berufen zu werden, aber das Schweizer Aussenministerium entschied anders und berief Weiss endgültig ab. Weiss verfasste daraufhin seine Memoiren. Die Gedenktafel am Rathaus in Bonn-Bad Godesberg (seit 1998) und die Generalkonsul-von-Weiss-Straße in Königswinter (seit 1956) erinnern heute an den Diplomaten.